# Johann Mrazek

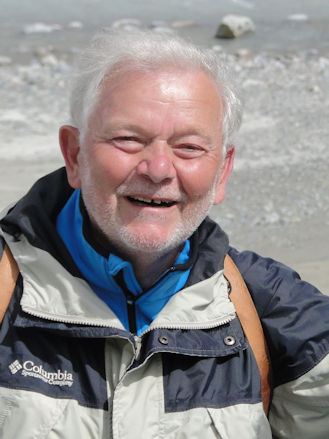
Johann Mrazek auf 3000 m im Engadin (2010)

Johann Mrazek (* 17. November 1939 in Neustadt/Erzgebirge) ist ein deutscher Geologe und Autor.

## Leben
Nach dem Besuch der Winckelmann-Oberschule in Seehausen/Altmark erwarb er 1958 dort das Abitur. Es folgte nach einem berufspraktischen Jahr als Messgehilfe bei einem Prospektionstrupp des VEB Geophysik Leipzig ein Studium der Geologie an der Humboldt-Universität zu Berlin, das er mit dem Diplom 1964 abschloss. Im Rahmen einer A-Aspirantur am Institut für Geologie sowie an der Sektion Geographie der gleichen Einrichtung wurde er 1970 zum Dr. rer. nat. promoviert (A-Dissertation: Morphometrische Untersuchungen am Brockengranitgrus in situ und im Sediment der Bode/Harz). Unbefristete Assistentenjahre schlossen sich bis 1973 an.
Es folgten bis 1980 Tätigkeiten als Mitarbeiter, Arbeitsgruppenleiter, Abteilungsleiter im staatlichen Zentralen Geologischen Institut Berlin, Hauptabteilung Marine Geologie in Reinkenhagen, Bezirk Rostock. Von hier aus erfolgte die Teilnahme an mehreren geomarinen Forschungs-Expeditionen in der Ostsee sowie in der Tiefsee des Atlantischen Ozeans. Aus diesen Seearbeiten erwuchs die Thematik zur B-Promotion (Habilitation): Sedimentverteilung und Manganknollenverbreitung – Untersuchung ihrer Abhängigkeit von den Karbonatlinien in ausgewählten Tiefseegebieten des südlichen Nordatlantiks. Sie wurde im Rahmen einer neuerlichen Aspirantur an der Ernst-Moritz-Arndt-Universität Greifswald bearbeitet und 1984 verteidigt (Dr. sc. nat.).
1985 bekam er eine Berufung in die einzige Dozentur für Meeresgeologie in der DDR und 1992, nach der deutschen Wiedervereinigung, als Universitäts-Professor für Allgemeine Geologie und Quartärgeologie an der Universität Greifswald bis zum Jahr 2005.
Im Verständnis der Einheit von Forschung und Lehre vertrat er in Lehrveranstaltungen die Fächer Allgemeine-, Meeres- und Quartärgeologie für Haupt- und Nebenfachstudenten. In der Forschung beschäftigte  er sich etwa 30 Jahre mit der Untersuchung meeresgeologischer Probleme in der Tiefsee des Atlantiks und des Pazifiks, insbesondere durch Projekte und Expeditionen mit dem FS „A. v. Humboldt“ vor und FS „Sonne“ nach 1990. Den Schwerpunkt bildeten die Sedimente und die Manganknollen. Parallel dazu Verwaltungstätigkeit als Fakultäts- und Senatsmitglied der Universität.
2005 erfolgte die Emeritierung, über die hinaus er in Greifswald bis 2012 in Lehre und Forschung wirkte.
Den Abschluss bilden drei Bücher, die sich als Trilogie verstehen. Zunächst eine 2014 edierte 370-seitige Autobiografie „Zwischen Tiefsee und Hochgebirge“ (Lebenssplitter), danach 2020 ein Band zu den 30 Nachwendejahren „Als aus dem Norden der Nordosten wurde“ (eine persönliche Abrechnung) auf 230 Seiten und schließlich 2022 ein drittes Werk mit 180 Seiten „Mauerbau und Mauerfall“ (Und 28 Geschichten dazwischen) zu den ebenfalls 30 Jahren davor (1960 bis 1990). Alle erschienen bei Edition Ost, Verlag am Park. Durchgehend werden über 80 Jahre die persönlichen Stationen in die zeitgeschichtlichen Entwicklungen eingeflochten.

## Wissenschaftliche Auszeichnungen
- 1970: Johann-Gottlieb-Fichte-Preis (1. Klasse) der Humboldt-Universität zu Berlin
- 1986: Forschungspreis der Ernst-Moritz-Arndt-Universität Greifswald
- 2008: Alexander-von-Humboldt-Gedächtnispreis der Senckenberg Gesellschaft für Naturforschung Frankfurt am Main (kollektiv mit D. Frieling)[6]

## Publikationen (Auswahl)
- Morphometrische Untersuchungen am Brockengranitgrus in situ und im Sediment der Bode (Harz). In: Ber. Deutsch. Ges. Geol. Wiss. Reihe B: Mineralogie und Lagerstättenforschung. Band 17, 1972, S. 1–125.
- Gesetzmäßigkeiten der Vertikalverteilung rezenter Sedimente in nordatlantischen Tiefseegebieten: Bestimmung der sedimentären Karbonatlinien und bathymetrische Modellierung der Kalklösungsprozesse. In: Beitr. Meereskd. Band 61, 1990, S. 51–67.
- Manganknollenlagerung und Karbonatlösungszone im westlichen Nordatlantik: Nachweis ihrer bathymetrischen Koinzidenz im Nordamerikanischen Becken. In: Z. f. angew. Geol. Band 41, 1995, S. 1–10.
- mit K. Hoernle, W. Werner, J. P. Morgan, D. Garbe-Schönberg und J. Bryce: Existence of complex spatial zonation in the Galapagos plume for at least 14 m. y. In: Geology. Band 28, Nr. 5, 2000, S. 435–438.
- Zur morphologischen und ozeanographischen Verursachung sedimentärer und erzgenetischer Tiefsee-Prozesse im südlichen Nordatlantik. In: Greifsw. Geow. Beitr. Heft 13, 2005, S. 9–20.
- mit K. Ruchholz: Geologie und Mineralogie. In: Festschrift der Universität Greifswald 1456-2006. Band 1: Geschichte der Fakultäten im 19. und 20. Jahrhundert. 2006, ISBN 3-356-01135-9, S. 545–549.
- Zwischen Tiefsee und Hochgebirge (Lebenssplitter). Verlag am Park (Edition Ost), 2014, ISBN 978-3-945187-07-4. Rezension in Geowissenschaftliche Mitteilungen (GMit),[7] Erinnerungsbibliothek DDR[8].
- Als aus dem Norden der Nordosten wurde : eine persönliche Abrechnung. Verlag am Park (Edition Ost), Berlin 2020, ISBN 978-3-947094-71-4.
- Mauerbau und Mauerfall. Und 28 Geschichten dazwischen. Verlag am Park in der Edition Ost, Berlin 2022, ISBN 978-3-89793-354-5.